# 이제트 파샤

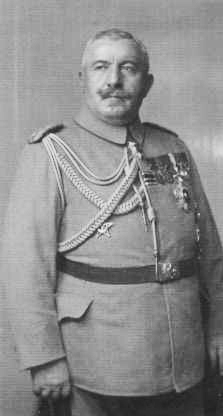
이제트 파샤 (1913년)

아흐메드 이제트 파샤(튀르키예어: Ahmed İzzet Pasha, 1864년 ~ 1937년 3월 31일), 1934년 제정 성(姓)법에 의해 개정된 아흐메트 이제트 푸르가쉬는 제1차 세계 대전동안 오스만 제국의 장군이었다. 그는 오스만 제국의 마지막 대재상(1918년 10월 14일 ~ 1918년 11월 8일)들 중 한 명이며 마지막 외무장관이다.

## 같이 보기
- 무드로스 휴전 협정